# Референдум в Исландии (1918)
19 октября 1918 года в Исландии состоялся референдум по Акту об унии с Королевством Дания. Избирателей спросили, одобряют ли они акт, который привёл бы к тому, что Исландия стала бы отдельным королевством под властью датской короны, превратив страну в суверенное государство в личной унии с Данией. Закон был одобрен 92,6 % избирателей.

## Результаты
| Вопрос                        | За            | За   | Против        | Против | Недействительные бюллетени | Всего проголосовало | Зарегистрировано голосующих | Явка избирателей (%) | Результат |
| Вопрос                        | Проголосовало | %    | Проголосовало | %      | Недействительные бюллетени | Всего проголосовало | Зарегистрировано голосующих | Явка избирателей (%) | Результат |
| ----------------------------- | ------------- | ---- | ------------- | ------ | -------------------------- | ------------------- | --------------------------- | -------------------- | --------- |
| Подписать Акт о унии с Данией | 12,411        | 92,6 | 999           | 7,4    | 243                        | 13,653              | 31,143                      | 43,8                 | Утверждён |